# Пратс, Камилла
Ши́на Патри́сия Ками́лла Киа́мбао Пратс (англ. Sheena Patricia Camille Quiambao Prats; 20 июня 1985, Филиппины) — филиппинская актриса.

## Биография
Шина Патрисия Камилла Куайамбао Пратс родилась 20 июня 1985 года на Филиппинах в семье Даниеля Рафаэля и Альмы Пратс. У Камиллы есть три брата, один старший и два младших, и младшая сестра — актёр Джон Пратс (род. 1984), Карло Пратс, Раффи Пратс и Наоми Пратс.
Камилла начала свою карьеру в качестве фотомодели в 1990 году с участия в модном конкурсе «Маленькая мисс Филиппины». В 1994 году Пратс также начала сниматься в кино и в настоящее время на её счету более чем 30-ти фильмов и телесериалов.
5 января 2008 года Камилла вышла замуж за Энтони Линсейнгана (1980—2011). 24 января 2008 года у супругов родился сын — Натаниель Сесар Линсейнгана. 31-летний Линсейнган умер 23 сентября 2011 года от рака носоглотки. 
С 7 января 2017 года Камилла замужем во второй раз за бизнесменом Джоном Ямбао. У супругов есть дочь — Нала Камилла Ямбао (род. 22 сентября 2017).